# فتح بغداد (1534)
فتح بغداد 1534 بقيادة سليمان القانوني سلطان الدولة العثمانية وانتزاعها من أيدي الدولة الصفوية تحت حكم شاه طهماسب كانت جزءا من الحرب العثمانية الصفوية من 1532-1555، التي هي جزء من سلسلة من الحروب العثمانية الفارسية الطويلة. الاستيلاء تم دون مقاومة الحكومة، والحامية الصفوية هربت وتركت المدينة بدون دفاع. كان الاستيلاء على بغداد انجازا كبيرا نظرا للسيطرة على نهري دجلة والفرات وتجارتها الدولية والإقليمية. وهي تمثل، جنبا إلى جنب مع سقوط البصرة في 1546، خطوة هامة نحو النصر العثماني في نهاية المطاف وحكم الجزء السفلي أيضا من بلاد ما بين النهرين، والتحكم بمنفذي نهري دجلة والفرات، وفتح منفذ تجاري في الخليج العربي.أمضى العثمانيون فصل الشتاء هناك حتى 1535 للإشراف على إعادة بناء المراقد الدينية السنية والشيعية (حيث دمر الصفويين المراقد الإسلامية السنية) ومشاريع الري الزراعية. عاد السلطان سليمان القانوني إلى إسطنبول، بعد أن ترك حامية قوية. وعلى مدى العقود القليلة المقبلة، عزز العثمانيون سيطرتهم على المنطقة، وأدرجوها في إمبراطوريتهم حتى سقطت في يد الفرس مرة أخرى في 1623 .